# Batnoga
Batnoga is een plaats in de gemeente Cetingrad in de Kroatische provincie Karlovac. De plaats telt 128 inwoners (2001).